# Martensiellus tenuipalpus
Genre
Espèce
Martensiellus tenuipalpus, unique représentant du genre Martensiellus, est une espèce d'opilions laniatores de la famille des Sandokanidae.

## Distribution
Cette espèce est endémique du Sarawak en Malaisie. Elle se rencontre vers Kapit.

## Description
Le mâle holotype mesure 3,51 mm.

## Publication originale
- Schwendinger, 2006 : « A taxonomic revision of the family Oncopodidae VI. Martensiellus, a new genus from Borneo, and the discovery of a tarsal pore organ in Oncopodidae (Opiliones: Laniatores). » Zootaxa, no 1325, p. 255–266.